# جمعة عناد الجبوري
جمعة عناد سعدون خطاب الجبوري (مواليد 1956 في قضاء الشرقاط، محافظة صلاح الدين) تحديداً في قرية العيثة، شغل منصب قائد القوات البرية منذ بداية عام 2019، وتولّى منصب قائد عمليات صلاح الدين، وقائد شرطة محافظة صلاح الدين في عام 2013، صوّت مجلس النواب العراقي في 7 مايو 2020 لتعيينه وزيراً للدفاع في حكومة مصطفى الكاظمي. تعرّض لمحاولة اغتيال عام 2013 نجى منها.

## تحصيله الدراسي
لديه ماجستير علوم عسكرية، دبلوم عالي من كلية الحرب، وبكالوريوس علوم عسكرية، وبكالوريوس هندسة كهرباء.

## المناصب التي شغلها
- كافة الدورات الحتمية والتطويرية الخاصة بالدفاع الجوي
- دورة صنف م ط في الاتحاد السوفيتي سابقاً
- دورة الأركان المُشتركة الرقم (55).
- دورة كلية الحرب الرقم (15)
- آمر لواء المغاوير عام 1996
- آمر لواء مشاة عام 1997
- طالب كلية الحرب عام 1998
- ض ر /1 فرقة مشاة عام 1999
- مدرس في كلية الحرب عام 2000
- رئيس أركان فرقة مشاة عام 2001
- مدير حركات ( ر ا ج ) عام 2002
- نائب قائد قوات حرس الحدود عام 2004
- قائد شرطة صلاح الدين عام 2014
- نائب قائد عمليات صلاح الدين عام 2014
- قائد عمليات صلاح الدين عام 2015
- قائد القوات البرية عام 2019
- وزير الدفاع العراقي عام 2020.

## وزارة الدفاع
في يوم 7 مايو، صوّت مجلس النواب العراقي على جمعة عناد، ليكون وزيراً للدفاع في حكومة مصطفى الكاظمي، وكان قد نفى أنه رُشِّح من قبل أي جهة سياسية.
وكان قد تسلّم منصب قائد القوات البرية في تاريخ 4 نيسان، 2019.

وكان قد كُلِّف في عام 2016، بقيادة عمليات تحرير الشرقاط.
نجى من محاولة اغتيال في عام 2013 في محافظة صلاح الدين، وكان يشغل منصب مدير شرطة المحافظة.